# Sebastian Bakare
Sebastian Bakare, född 1942, är en kyrkoledare i Zimbabwe.
Sebastian Bakare är anglikansk biskop i Harare, tidigare biskop i Mutare i Manicaland. Han var en grundarna till organisationen Churches of Manicaland, som arbetar för att minska det politiska våldet och för en kamp för mänskliga rättigheter, demokrati och yttrandefrihet i landet. Han övertog 2008 biskopsämbetet i Harare, utsedd av ledningen för den anglikanska kyrkoprovinsen i Centralafrika, Sedan den tidigare biskopen Nolbert Kunonga avsatts efter att ha allierat sig med president Robert Mugabe och drivit en kampanj för att bryta upp den zimbabwiska kyrkan från den centralafrikanska kyrkoprovinsen.
Sebastian Bakare fick Per Anger-priset 2008 med motiveringen: "för att i ett pressat läge med mod och personliga uppoffringar ha givit en röst åt kampen mot förtryck och för yttrande- och åsiktsfrihet".